# Соколов, Александр Евгеньевич
Александр Евгеньевич Соколов (3 февраля 1941 — 2009) — советский и российский художник, скульптор, член Союза художников СССР.

## Биография
Творческий путь Соколова складывался в решающий для современного русского искусства период. После долгого господства социалистического реализма в 1980-е годы российские художники стали быстро осваивать пластические языки XX века от кубизма до постмодернизма. Пройдя классическую школу скульптуры в Строгановском училище, работая в камне, дереве, металле, предпочитая крупные формы, Соколов соединяет в своём творчестве библейскую мифологию (серия «Музей Мельхиседека») и постмодернистскую иронию (серии «Евроскульптура» и «Европортрет»), уникальные разработки скульпто-машин, напоминающие машинерию Леонардо да Винчи, и остроумные реди-мейд. В последние годы занимался литературным творчеством. Родился сын - Владимир Александрович Соколов, проживающий в Ростове-на-Дону.
1964—1969 — учился в Высшем художественно-промышленном училище (б. Строгановское училище). Отделение монументально-декоративной скульптуры.

1978 — член Союза художников СССР

1970—1980 — работа по договорам на скульптурных комбинатах Москвы, СХ СССР, СХ РСФСР. Работы установлены в Москве, России, Молдавии, Казахстане.

1968—1986 — участие в выставках МОСХа, СХ РСФСР, СХ СССР

## Музеи и коллекции, в которых представлены работы
- Государственная Третьяковская галерея, Москва
- Московский музей современного искусства
- Музей Гулага, Москва
- Коллекция Фрица Новатного, Германия
- Фонд «Новый», Москва
- Фонд «Общество поощрения художеств»
- Коллекция Шалвы Бреуса, Москва
- Частные коллекции

## Выставки

### Персональные выставки
- 1991 «Plastiken aus der Zeit der Perestroika». Городской музей, Оснабрюк, ФРГ
- 1994 «На перекрестке цивилизаций». Галерея «А-3», Москва
- 1997 Выставочный центр «N+M». Оффенбах/Майн, ФРГ. «Н+М», «Хаус»
- 1999 «Скульптура и объекты». Галерея «Манеж», Москва
- 2001 «Четыре печати». Галерея « Манеж», Москва
- 2003 «Европортрет». Галерея «Манеж», Москва
- 2003 «Европортрет». Библиотека им. Ленина, Москва
- 2011 «Азъ есмъ». Музей современного искусства, Москва

### Групповые выставки
- 1968—1988 участие в выставках МОСХ, СХ РСФСР, СХ СССР
- 1989 « Коллекция 89». Хельсинки
- 1990 « Логика парадокса». Дворец молодежи, Москва
- 1990 « В сторону объекта». Выст. зал «Каширка», Москва
- 1990 « Искусство и НТР». Выст. зал «Московский художник», Москва
- 1990 « Плюс — 90». Львов, Украина
- 1991 «От соцреализма к соц-арту». ВДНХ, Москва
- 1991 «Арт-МИФ 91». Манеж, Москва
- 1991 «Традиции русской живописи». Музей истории Москвы
- 1991 «Мелихов-галерея». Москва
- 1995 «Выставка кинетического искусства». (Герман Виноградов, Соколов, Стучебрюков, Колейчук). Киноцентр, Москва
- 1995 Симпозиум скульпторов. Сепре, Швейцария
- 1996 «Нонконформистен». Галерея «Рейнхард», Франкфурт-на-Майне, ФРГ
- 1996 «Новая русская коллекция». Галерея «М` Арс», Москва
- 1997 «Мир чувственных вещей…». Галерея «М` Арс», ГМИИ им. Пушкина, Москва
- 1998 «Плохую обувь в хорошие руки». Галерея «Дар», Москва
- 1998 «Арт-Манеж 98». Москва
- 1998 «Идея музея СССР». Центр А. Д. Сахарова, Москва
- 2000 «Рабочий класс в искусстве». Галерея «На Солянке», Москва
- 2000 «Новая звуковая реальность». Музей архитектуры им Щусева, Москва
- 2000 «Сухое красное». Галерея «Манеж», Москва
- 2000 «Супрембыт». Культурный центр «Дом», Москва
- 2003 «Арт-Манеж». Москва
- 2006 «Сообщники». ГТГ, Москва
- 2007 «Соц-Арт». Третьяковская галерея, Москва
- 2007 «Соц-Арт». Париж
- 2008 «Арт Москва»
- 2009 «Русский литризм». Дом художника на Крымской, Москва
- 2009 «Арт-Манеж». Москва
- 2009—2010 «День открытых дверей». (К десятилетию музея) Музей современного искусства, Москва
- 2011 «Михаил Горбачев. PERESTROIKA». Центральный выставочный зал «Манеж». Москва

## Каталоги и публикации

### Каталоги
- «Коллекция-89». Хельсинки, 1989
- «Плюс-90». Львов, 1990
- «Александр Соколов». Оснабрюк
- «Новая русская коллекция». Москва, 1996
- «Мир чувственных вещей». Москва, 1997
- «Арт-Манеж 98». Москва 1998
- «Александр Соколов». Москва, 1999
- «Александр Соколов». Москва, 2001
- «Московский альбом». Автор проекта Михаил Никитин. Москва, 2000
- «Александр Соколов. Европортрет», 2002
- «Сообщники». Москва, 2006
- «Соц-Арт». Москва, 2007
- «Александр Соколов». Москва, 2011

### Журналы
- «Столица», 1991
- «ДИ», 1992
- «Социум», 1993
- «Степ», 1997
- «М 2», 1998
- «Moskow». 2001
- «PLAN», ФРГ, 2000
- «Интерьер + дизайн», 2005

### Газеты
«Известия», «Сегодня», «Московский комсомолец», «Независимая», «Оснабрюк-пост», «Франкфуртер-альгемайне», «Оффенбах-пост», и др.